# Jude Hill
Jude Hill (* 1. August 2010 in Gilford, Nordirland) ist ein britischer Kinderdarsteller.

## Leben
Der aus Nordirland stammende Hill wuchs im Dorf Gilford im County Down auf, wo er die St John’s Primary School besucht.
Regisseur Kenneth Branagh wählte Hill unter 300 Kinderdarstellern für die Rolle des Buddy in seinem stark autobiographisch geprägten Filmdrama Belfast aus, in dem er an der Seite von Caitriona Balfe, Jamie Dornan, Ciarán Hinds und Judi Dench auftrat. Im gleichen Jahr war Hill auch im Kurzfilm Rian zu sehen, in dem auch seine jüngeren Geschwister Georgia und Jonah als Statisten auftraten. Ebenfalls für das Jahr 2021 ist eine Rolle in der Fernsehserie Magpie Murders angekündigt.

## Filmografie
- 2021: Rian (Kurzfilm)
- 2021: Belfast
- 2023: A Haunting in Venice
- 2025: Holland

## Auszeichnungen
British Independent Film Award
- 2021: Nominierung als Bester Nachwuchsdarsteller (Belfast)

Critics’ Choice Movie Award
- 2022: Auszeichnung als Bester Jungdarsteller (Belfast)

London Critics’ Circle Film Award
- 2022: Nominierung als Bester britischer/irischer Nachwuchsdarsteller (Belfast)[3]